# Weinsheimer Gedenkkreuz

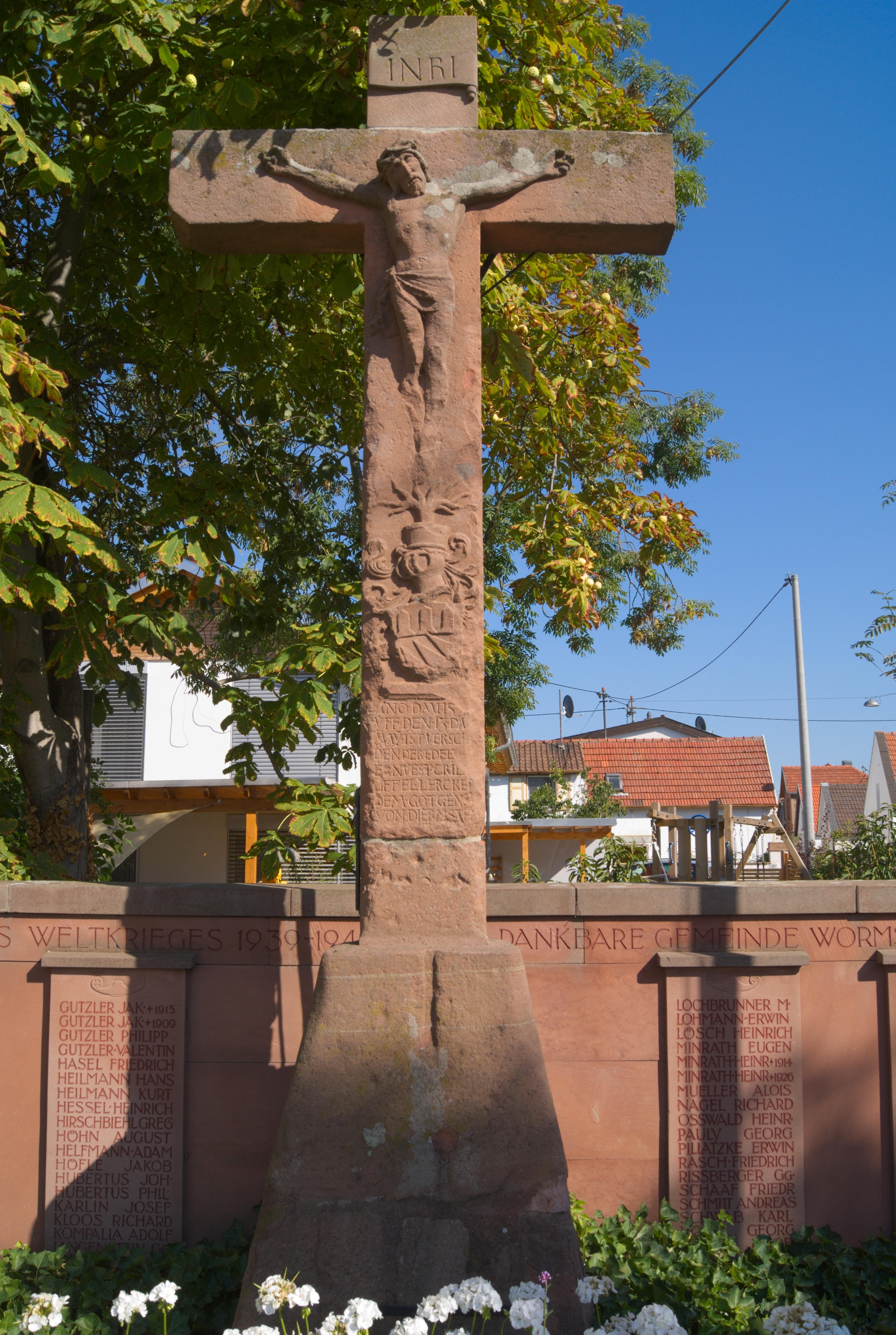
Weinsheimer Gedenkkreuz

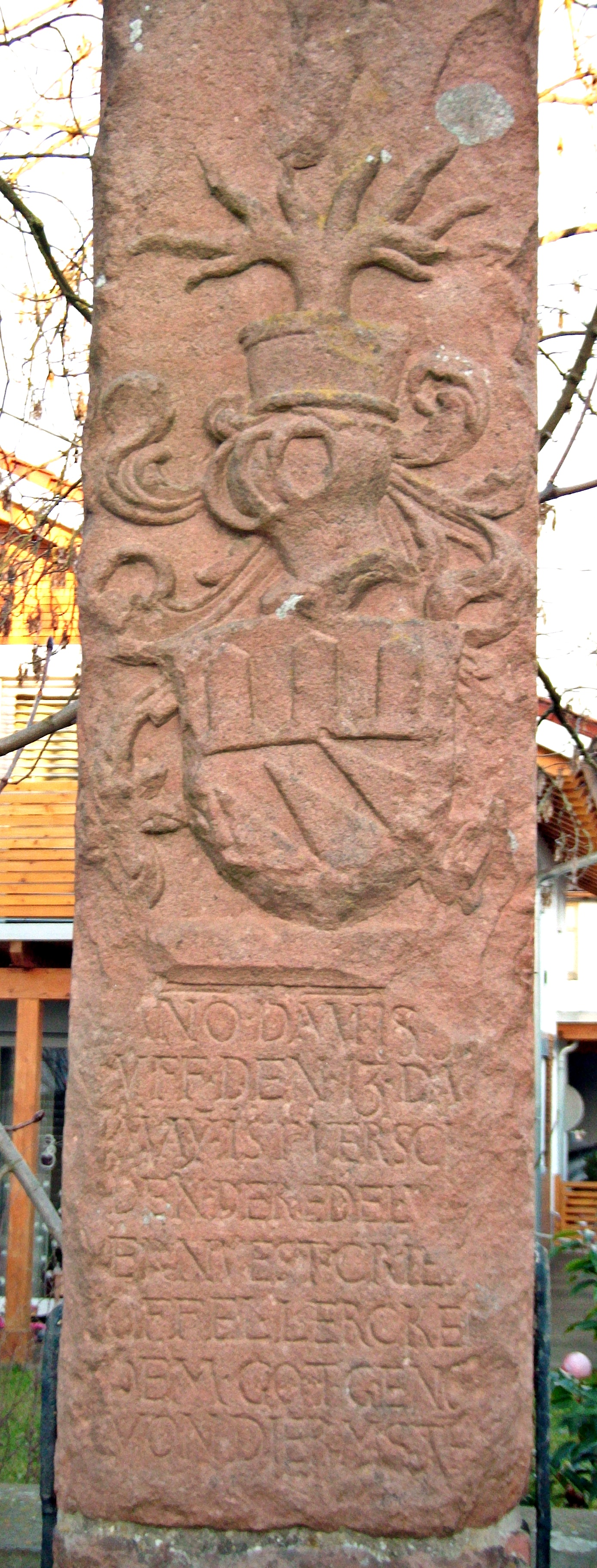
Wappen und Inschrift

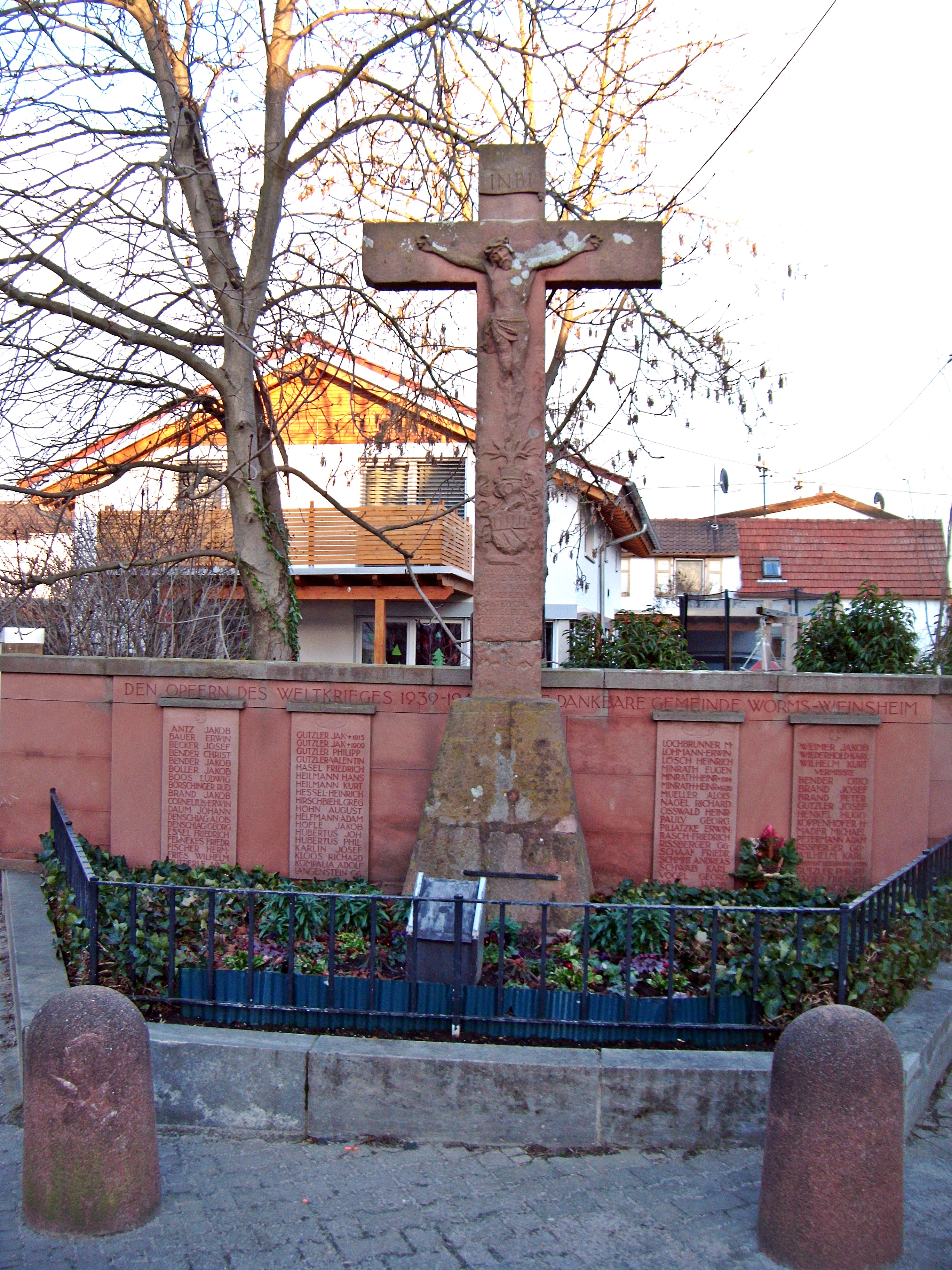
Gesamtanlage als Kriegerdenkmal

Das Weinsheimer Gedenkkreuz ist ein gotisches Flurkreuz in Worms, Ortsteil Weinsheim, das an ein Tötungsdelikt erinnert. 

## Das Kreuz
Es handelt sich um ein gotisches Sandsteinkruzifix mit geraden Kreuzenden auf einem pyramidenförmigen Sockel aus kleineren Sandsteinen. Die Gesamthöhe beträgt 285 cm, die Breite 155 cm und die Dicke 18 cm. Am Korpus sind die Beine zerschlagen. Auf dem vorderen Kreuzschaft findet sich das Adelswappen der Ministerialenfamilie Lerch von Dirmstein und die leicht beschädigte Inschrift:

„ANO DMI 15[31] VFF DEN 13 DA[G] MAY IST VERSCH[I]DEN DER EDEL [VND] ERNVEST CHRIE[ST]OFFEL LERCKE[L] DEM GOT GENA[D] VON DIERMSTE[IN]“

Ursprünglich stand das Kreuz beim westlichen Ortsausgang, am alten Weg nach Dirmstein, wo es noch 1615 der Inschriftensammler und Historiker Georg Helwich vorfand und in seinem Werk Syntagma Monumentorum et Epitaphiorum (Liste der Denkmäler und Grabinschriften) beschrieb. Versetzt an den heutigen Platz in der Weinsheimer Hauptstraße wurde es laut inzwischen nicht mehr erkennbarer Zusatzinschrift (rückseitig) im Jahre 1783. Es ist an dieser exponierten Stelle ortsbildprägend und wurde integriert in ein Denkmal für die Gefallenen des Zweiten Weltkriegs; als ausgewiesenes Kulturdenkmal steht es unter Denkmalschutz.

## Geschichte
Wie sich aus der Inschrift ergibt, wurde das Kreuz nach 1531 im Gedenken an den am 13. Mai dieses Jahres dort zu Tode gekommenen Christoph Caspar Lerch von Dirmstein errichtet. Dieser war als 21-Jähriger bei einem Duell mit Hans Sigmund von Plieningen (Plenningen) gestorben. Die Ursache des Streites ist nicht bekannt.

Über den Tod des Sohnes war der Vater Caspar II. Lerch von Dirmstein, Hofmeister des Bischofs von Worms, sehr bestürzt. Er sann zunächst auf Vergeltung und mied sogar bei seinen häufigen Reisen nach Worms die Todesstelle. Der Enkel Caspar IV. Lerch (1575–1642) schrieb dazu in seinen genealogischen Aufzeichnungen: 

„Nach dises Christofs ableben ist sein vatter der massen bekümmert worden weill [er] kein Manlichen erben hatte, das er sein lebtag nicht mehr den weg von durmstein uf weinsheim und worms und an dem ort da dy that geschehen vorüber raisen wollen sondern uf Nittesheim (Großniedesheim bzw. Kleinniedesheim) den weg genommen.“

Durch Vermittlung des Wormser Bischofs Heinrich von der Pfalz kam schließlich ein Sühnevertrag zustande, beurkundet am 14. August 1543 in Ladenburg. Der Täter musste 350 Gulden bezahlen, von denen „armen personen, die ire tag ehrlich herpracht“ und „alters halber irer hennd brott unnd notturfftige leibs unnderhaltung nit mehr haben“, eine Pfründe im Spital zu Dirmstein gestiftet werden sollte. Auch erklärte sich Hans Sigmund von Plieningen bereit, alle Orte zu meiden, an denen sich der Vater des Toten aufhielt oder sie zu verlassen, wenn dieser dorthin kam, um „Caspar Lerchen, dem der verlust seines Sohns angeborner natur, billich beschwerden tregt, nicht zu weitherem nothdenken unnd beschwerden“ Anlass zu geben. Dem Vertrag entsprechend errichtete Caspar II. Lerch am gleichen Tag für das bereits existierende Hospiz Dirmstein eine Stiftung, die bis heute als öffentlich-rechtliche Katholische Hospitalstiftung Dirmstein fortbesteht.
Laut den Aufzeichnungen von Caspar IV. Lerch sollte der Täter auch ein „steinen Creutz auff seinen Costen aufrichten lassen“, wovon allerdings im Sühnevertrag nichts steht. Entweder wurde dieser Zusatz tatsächlich so vereinbart, wie es in der Familie überliefert ist; dann wäre es ein vom Verursacher errichtetes Sühnekreuz. Im anderen Falle hätte wohl der Vater das Kreuz zum Gedenken an seinen Sohn gestiftet. Die Aufstellung dürfte bald nach dem Vertragsabschluss von 1543 anzusetzen sein.